# 菲利普·維德諾夫
菲利普·維德諾夫（1995年8月6日—），保加利亞籃球運動員。他參加伊朗籃球聯賽的賽事。他也代表保加利亞國家男子籃球隊參賽。